# Alexandra Atamaniuk
 (juillet 2024).
Alexandra Atamaniuk est une footballeuse française, née le 11 juin 1995 à Essey-lès-Nancy en Meurthe-et-Moselle. Elle évolue au poste de milieu de terrain au Toulouse Football Club en Seconde Ligue.
Elle a remporté la Coupe du Monde U17 en 2012 en Azerbaïdjan ainsi que le Championnat d’Europe U19 en 2013 au Pays de Galles.

## Statistiques et palmarès

### Statistiques
Le tableau suivant présente, pour chaque saison, le nombre de matchs joués et de buts marqués dans le championnat national, en Coupe de France (Challenge de France) et éventuellement en compétitions internationales.
| Saison                | Club                  | Championnat           | Championnat | Championnat | Coupe(s) nationale(s) | Coupe(s) nationale(s) | Sélection                     | Sélection | Sélection | Total | Total |
| Saison                | Club                  | Division              | M.          | B.          | M.                    | B.                    | Équipe                        | M.        | B.        | M.    | B.    |
| 2011-2012             | FC Vendenheim-Alsace  | Division 1            | 14          | 3           | 1                     | 0                     | France -17 ans                | 6         | 2         | 21    | 5     |
| 2012-2013             | FC Vendenheim-Alsace  | Division 1            | 18          | 0           | 1                     | 0                     | France -17 ans France -19 ans | 4 2       | 0         | 25    | 0     |
| Sous-total            | Sous-total            | Sous-total            | 32          | 3           | 2                     | 0                     | -                             | 12        | 0         | 46    | 3     |
| 2013-2014             | AS Saint-Étienne      | Division 1            | 13          | 1           | 0                     | 0                     | France -19 ans France -20 ans | 5 1       | 0         | 19    | 1     |
| Sous-total            | Sous-total            | Sous-total            | 13          | 1           | 0                     | 0                     | -                             | 6         | 0         | 19    | 1     |
| 2014-2015             | AS Nancy-Lorraine     | Division 2            | 20          | 3           | 2                     | 1                     | -                             | -         | -         | 22    | 4     |
| 2015-2016             | AS Nancy-Lorraine     | Division 2            | 21          | 5           | 0                     | 0                     | -                             | -         | -         | 21    | 5     |
| Sous-total            | Sous-total            | Sous-total            | 41          | 8           | 2                     | 1                     | -                             | -         | -         | 43    | 9     |
| Total sur la carrière | Total sur la carrière | Total sur la carrière | 86          | 12          | 4                     | 1                     | -                             | 18        | 0         | 108   | 13    |

### Palmarès

#### En club
- Finaliste du Challenge National U19 : 2011 (FC Vendenheim-Alsace)
- Demi-finaliste du Challenge National U19 : 2014 (AS Saint-Étienne)

#### En sélection
- France U19
  - Championne d'Europe des moins de 19 ans :  2013 au Pays de Galles
- France U17
  - Championne du Monde des moins de 17 ans : 2012 en Azerbaïdjan
  - Vice-championne d'Europe des moins de 17 ans : 2012 en Suisse